# Camponotus rotumanus
Camponotus rotumanus é uma espécie de inseto do gênero Camponotus, pertencente à família Formicidae.